# Cosby (Missouri)
Cosby – wieś w Stanach Zjednoczonych, w stanie Missouri, w hrabstwie Andrew.